# 王法
王法（おうほう/おうぼう）とは、仏法に対する世俗の法律や慣習のこと。

## 概要
仏教経典においては、複数の意味で用いられており、
- 帝王の守るべき法（『王法正理論』）
- 帝王の定めた法（『灌頂経』）
- 俗世間における法律・慣習一般（『無量寿経』）

と大きく3つに分けることが可能である。

## 日本における王法
日本においては、『平家物語』には「仏法王法牛角（ごかく、=互角）也」、『太平記』でも「仏法王法の相比する」と説かれているように、仏法と王法は対立するものではなく、両者が並存・調和することで国家・社会は守られるという仏法王法両輪論・仏法王法相依論が唱えられた。これは慈円の『愚管抄』や一条兼良の『樵談治要』でも強調されており、支配階層では広く受け入れられていた。一方、在家を重んじる浄土真宗では信仰（仏法）と世俗（王法）の調和が長く課題として存在し、蓮如によって王法為本説が唱えられるようになる。これは「まづ王法をもつて本とし、仁義を先として、世間通途の義に順じて、当流安心をば内心にふかくたくはへて」（『御文三帖十二』）と書き記しているのが代表例である。ただし、「王法は額にあてよ、仏法は内心に深く蓄えよ」（『蓮如上人御一代聞書』）という教説もあり、王法為本を積極的に打ち出したわけではない。蓮如の王法為本説が知られるようになったのは、江戸時代の浄土真宗における真俗二諦論の典拠を王法為本説に求められた点によるところが大きいと言われている。